# Całkowite przełożenie wielkich pni tętniczych
Całkowite przełożenie wielkich pni tętniczych (ang. transposition of the great arteries, dTGA) – częsta, potencjalnie śmiertelna wrodzona wada serca, polegająca na odejściu aorty z anatomicznie prawej komory i pnia płucnego z anatomicznie lewej komory. W wadzie tej nieutlenowana krew z prawej komory trafia do krążenia systemowego, a tętnica płucna przenosi utlenowaną krew do płuc, skąd znowu ją otrzymuje. Dla przeżycia noworodka z wadą niezbędne jest połączenie między dużym a małym krążeniem, takie jak otwór owalny, przetrwały przewód tętniczy lub ubytek międzykomorowy bądź ubytek międzyprzedsionkowy.

## Epidemiologia
TGA stanowi około 8-10% wszystkich wad wrodzonych serca. Częstsza jest u chłopców.

## Objawy i przebieg
Większość noworodków rodzi się donoszonych, z prawidłową urodzeniową masą ciała i bez objawów niewydolności krążenia; wada ujawnia się w późniejszym okresie życia. Podstawowymi objawami klinicznymi są sinica i objawy niewydolności serca, których wystąpienie jest uzależnione od stopnia wady i mechanizmów kompensacyjnego krążenia przez połączenie między krążeniem dużym i małym. Tlenoterapia nie wpływa na saturację, która cały czas jest niska.

## Diagnostyka

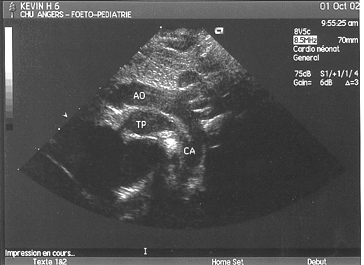
Echokardiogram ponad wcięciem jarzmowym mostka - Aorta w położeniu przednim w stosunku do pnia płucnego

Badanie echokardiograficzne prawie zawsze potwierdza wstępne rozpoznanie i jest wystarczającym badaniem diagnostycznym. Cewnikowanie serca jest wykonywane tylko w przypadku potrzeby wyjaśnienia innych towarzyszących anomalii.

## Leczenie
W chwili rozpoznania wady należy włączyć wlew dożylny prostaglandyny E1 i przekazać dziecko do oddziału kardiochirurgicznego. Jeżeli mimo drożnego przewodu tętniczego, lub jego zamknięcia, utlenowanie krwi jest niedostateczne, to wykonujemy tzw. zabieg Rashkinda (atrioseptostomię balonową). Przez sztucznie wytworzony otwór w przegrodzie międzyprzedsionkowej krew utlenowana lepiej miesza się z krwią żylną. Następnie w pierwszych dniach życia, po przygotowaniu dziecka do operacji wykonuje się właściwą korekcję anatomiczną metodą Jatene’a (ang. Arterial switch operation). Polega ona na przecięciu aorty i pnia tętnicy płucnej tuż nad zastawkami i po zamianie ponownym ich zespoleniu z lub bez tzw. manewru Lecompte. Jednocześnie muszą być przeszczepione tętnice wieńcowe. W ten sposób aorta odchodząca teraz z lewej komory serca prowadzi utlenowaną krew do układu systemowego, a przez tętnicę płucną krew żylna z prawej komory serca trafia do płuc. Jeżeli współistnieje ubytek międzykomorowy, musi być on także zamknięty. W ten sposób krążenie ponownie jest anatomicznie prawidłowe. W przebiegu pooperacyjnym obserwowano często nadzastawkowe zwężenie tętnicy płucnej. Rezygnacja z łaty osierdziowej używanej do plastyki połączenia tętnicy płucnej i zastosowanie bezpośredniego połączenia zmniejszyło częstość występowania tego powikłania. Dzieci po tych zabiegach operacyjnych rozwijają się prawidłowo, bez powikłań.
Jeżeli z różnych powodów operacja korekcji anatomicznej nie jest możliwa do 14 dnia życia, to w późniejszym okresie operację naprawczą wykonuje się dwuetapowo.